# Metabotschaft
Metabotschaft nennt man sämtliche Informationen, die dem Empfänger einer Nachricht helfen, diese zu entschlüsseln bzw. zu interpretieren. 
Im günstigsten Fall nutzen Sender in ihrer Kommunikation diese „Dekodierungsanweisungen“ bewusst, um ihre intendierte Nachricht zu vermitteln. Damit mindern sie das Risiko von Missverständnissen.
Metabotschaften werden transportiert durch:
- das Kommunikationsmedium (Telefonanruf bedeutet Dringlichkeit, wogegen SMS etwas Bedenkzeit für eine Antwort eröffnet)
- Gestik/Mimik/Körperhaltung (zackige Gesten/zusammengepresste Lippen/angespannte Körperhaltung deuten eher auf Stress und dringliche, ernste Themen; ruhige, weite Gesten/Lächeln/lockere Haltung deuten eher auf Entspannung und weniger drängende Freizeitthemen)
- Kleidung (Anzug/Bluse vs. Joggingkleidung)
- Setting (Konferenzraum vs. Schlafzimmer)
- Vokabular (Hochdeutsch vs. Umgangssprache)
- Stimme/Lautstärke/Tonhöhe/Intonation (Daran lässt sich zum Beispiel erkennen, ob eine Frage gestellt oder eine Aussage gemacht wurde. Beispiel: „Du kannst doch die Tür öffnen?!“)